# Шевијон сир Ијар
Шевијон сир Ијар (фр. Chevillon-sur-Huillard) је насељено место у Француској у региону Центар, у департману Лоаре.
По подацима из 2011. године у општини је живело 1318 становника, а густина насељености је износила 68,15 становника/km².

## Демографија
| 1962. | 1968. | 1975. | 1982. | 1990. | 2011. |
| ----- | ----- | ----- | ----- | ----- | ----- |
| 434   | 481   | 636   | 901   | 1.043 | 1.318 |